# Heilig-Geist-Hospital Bingen
Das Heilig-Geist-Hospital (HGH) ist ein Krankenhaus der Regelversorgung mit 190 Planbetten in der Innenstadt von Bingen am Rhein. Das Krankenhaus firmiert als gemeinnützige GmbH (gGmbH) und ist Mitglied im deutschen Caritas-Verband. 2008 wurden in den Hauptfachabteilungen Chirurgie (71 Betten), Innere Medizin (78 Betten einschließlich 3 Betten Intensivmedizin), Anästhesie und Intensiv- und Notfallmedizin (3 Betten) sowie den Belegabteilungen Gynäkologie und Geburtshilfe (25 Betten), HNO (8 Betten) und Urologie (5 Betten) 6.646 stationäre und 26.902 ambulante Patienten versorgt. Die Klinik beschäftigt über 300 Mitarbeiter und ist damit einer der größten Arbeitgeber der Region.

## Geschichte
In einer legendenhaften Darstellung der hl. Hildegard wird erzählt, dass die Gründung auf den hl. Rupertus (712–732) zurückzuführen sei, der gemeinsam mit seiner Mutter, der hl. Berta, am Ufer des vorbeifließenden Flusses Wohnungen für Arme und Kranke errichtete und auch für Nahrung, Kleidung und Pflege sorgte. Im Jahr 1167 wurde das Binger Hospital erstmals in den Annalen erwähnt Zu dieser Zeit waren Schwestern im Hospital tätig, die sich der Krankenpflege widmeten. Im Jahre 1296 war das Hospital eine selbstständige Stiftung mit einem eigenen Verwalter. Die Brüder und Schwestern gehörten dem Orden vom heiligen Geist an, der von Frankreich ausgehend fast alle Hospitäler am Rhein übernommen hatte. Damals nannte die Urkunde zum ersten Mal den Namen Heilig-Geist-Hospital.
Auch als Bingen während der Koalitionskriege Kantonshauptstadt war und daher in den Jahren 1798 bis 1814 Teil der Ersten Französischen Republik (1799–1804) und des Ersten Französischen Kaiserreichs (1804–1814) war, blieb die Selbstständigkeit der alten kirchlichen Stiftung trotz der sonst üblichen Säkularisation erhalten. Im Dezember 1854 trafen auf Vermittlung von Bischof Wilhelm Emmanuel von Ketteler die ersten drei Schwestern aus dem Orden des hl. Karl Borromäus im Hospital zu Bingen ein. Das Hospital war damals sehr heruntergekommen. Unter der Leitung und Aufsicht der Barmherzigen Schwestern ging es bald wieder bergauf. Die innere Ordnung konnte wiederhergestellt werden und die wirtschaftlichen Verhältnisse besserten sich. In den Jahren 1897/1898 wurde das alte, an die Kapuzinerkirche angebaute Hospital abgerissen und durch einen Neubau ersetzt, der um die Jahrhundertwende in Betrieb genommen werden konnte.
Trotz wiederholter staatlicher Eingriffsversuche blieb der selbstständige Rechtscharakter der Stiftung auch in den Jahren des Dritten Reiches unangetastet. Am 25. November 1944 erfolgte der erste schwere Luftangriff auf Bingen. Vier Volltreffer auf das Hospital forderten 47 Tote und 70 Verletzte. Verschiedene Abteilungen des Krankenhauses mussten ausgelagert werden. Der chirurgischen Abteilung wurde das Kinderheim beim Jägerhaus im Binger Wald zugewiesen, die Innere Abteilung fand Aufnahme im Hildegardishaus auf dem Rochusberg.
1954 konnten die Borromäerinnen, deren Zahl inzwischen auf 27 Schwestern angewachsen war, auf eine 100-jährige Tätigkeit zurückblicken. Im Jubiläumsjahr 1954 erließ am 18. Juni die Landesregierung eine neue Satzung für das Heilig-Geist-Hospital in Bingen, bestätigte dieses als Stiftung des bürgerlichen Rechts, deren Vermögen von einem Stiftungsrat zu verwalten sei. Der Stiftungsrat setzt sich aus sieben ehrenamtlichen Mitgliedern zusammen. Neben der/dem jeweiligen Oberbürgermeister der Stadt Bingen und dem Pfarrer der kath. Pfarrei St. Martin gehören ihm fünf weitere Bürger an, die in dieses Amt gewählt werden. Seit 1994 gibt es für die Stiftung und das Krankenhaus einen Geschäftsführer. 1958 wurde ein neues Bettenhaus eingeweiht, in dem sechs Stationen untergebracht wurden. Der Umbau des älteren Vorderhauses und der Seitenflügel wurde 1965 abgeschlossen
Zwischen 1989 und 1999 entstanden ein neues Funktionsgebäude, eine Bettenhauserweiterung, eine neue Küche und ein Müllcontainergebäude. Im Jahr 2002 konnte der Bau des „Schneider-Texier-Haus“, einem Ärztehaus mit Radiologen, Dialysepraxis und Hausärztlicher Bereitschaftspraxis fertiggestellt werden. Von 2001 bis 2007 wurde eine Totalsanierung des Bettenhauses und der Physikalischen Therapie sowie Erneuerung der Haustechnik vorgenommen.
Zum 31. Dezember 2013 verließen die Borromäerinnen das Hospital nach fast 160-jährigem Wirken; die dort tätigen Ordensschwestern wurden in das Mutterhaus nach Trier zurückberufen.
Im März 2020 wurde das HGH zur Corona-Spezialklinik umgewidmet und kümmerte sich seitdem ausschließlich um die Versorgung von mit COVID-19 infizierten Patienten und hochgradigen Verdachtsfällen, die stationärer Versorgung bedürfen. Im Juli 2020, nach der Behandlung von 300 mit COVID-19 infizierten Patienten, wurde der reguläre Krankenhausbetrieb wieder aufgenommen.
Der Caritasverband für die Diözese Mainz zog sich 2021 aus der Gesellschafterrolle zurück und übertrug seine Anteile von zuletzt 49 Prozent auf die Marienhaus Unternehmensgruppe in Waldbreitbach.
Am 20. März 2024 stellte die Marienhaus GmbH einen Insolvenzantrag für die Klinik.